# ЈС-7
ЈС-7 (рус. Иосиф Сталин танк) пројекат супертешког тенка развијан 1948—1949. године. Возило је прошло све тестове али никада није ушло у серијску производњу.
Био је наоружан 130мм С-70 топом, два митраљеза типа 14,5-мм КПВТ и 6 митраљеза 7,62-мм СГМТ. Тежио је 68 тона што га је чинило једним од најтежих тенкова тог времена.